# Serie A2 2013-2014 (pallamano maschile)
La Serie A2 2013-2014 è la 44ª edizione del torneo di secondo livello del campionato italiano di pallamano maschile, organizzato dalla Federazione Italiana Giuoco Handball.
La competizione è iniziata il 5 ottobre 2013 e si è conclusa il 26 aprile 2014.

## Formula

### Stagione regolare
A partire dalla stagione 2013/2014
il campionato si svolge tra 40 squadre divise in cinque gironi da 8 club ciascuno. che si affrontano, in una fase iniziale, con la formula del girone all'italiana con partite di andata e ritorno.
Per ogni incontro i punti assegnati in classifica sono così determinati:
- tre punti per la squadra che vinca l'incontro alla fine dei tempi regolamentari;
- due punti per la squadra che vinca l'incontro dopo i tiri di rigore;
- un punto per la squadra che perda l'incontro dopo i tiri di rigore;
- zero punti per la squadra che perda l'incontro alla fine dei tempi regolamentari.

Al termine della stagione regolare si qualificano per la poule promozione le squadre classificate dal 1º al 4º posto di ciascun girone; le altre vengono relegate alla poule retrocessione.

### Poule promozione
Le squadre qualificate dopo la prima fase si affrontano con la formula del girone all'italiana con partite di andata e ritorno.
La squadra 1ª classificata al termine della poule promozione viene promossa in serie Serie A - 1ª Divisione Nazionale.

### Poule retrocessione
Le squadre relegate dopo la prima fase si affrontano con la formula del girone all'italiana con partite di andata e ritorno.
La squadra 4ª classificata al termine della poule viene retrocessa in serie Serie B.

## Girone A

### Squadre partecipanti
| Città                      | Club                           | Palasport                 | Sponsor | Stagione 2012-2013                   |
| -------------------------- | ------------------------------ | ------------------------- | ------- | ------------------------------------ |
| Cassano Magnago (VA)       | Cassano Magnago HC (Squadra B) | Pala Tacca                |         | 5ª Serie A2 - Girone A               |
| Cavour (TO)                | 3S Luserna Pallamano           | Palasport di Cavour       |         | 1ª Serie B - Girone Liguria-Piemonte |
| Gallarate (VA)             | Pallamano Crenna               | Palestra Cedrate          |         | 4ª Serie A2 - Girone A               |
| Leno (BS)                  | Handball Leno                  | Handball Arena            |         | 2ª Serie A2 - Girone A               |
| Molteno (LC)               | HC San Giorgio Molteno         | Palasport San Giorgio     |         | 3ª Serie A2 - Girone A               |
| San Donato Milanese (MI)   | Polisportiva Ferrarin          | Palazzetto Polifunzionale |         | 1ª Serie B - Girone Lombardia        |
| Torino                     | Pallamano Città Giardino       | PalaRuffini               |         | 6ª Serie A2 - Girone A               |
| Villafranca di Verona (VR) | Pallamano Olimpica Dossobuono  | Palasport di Villafranca  |         | 1ª Serie B - Girone Veneto           |

### Prima Fase

#### Risultati
| Andata    | Andata     | 1ª/8ª giornata                   | Ritorno | Ritorno     |
|           |            |                                  |         |             |
| 5 ottobre | 25 - 28    | Luserna - Ferrarin               |         | 1º dicembre |
| 5 ottobre | 27 - 25dtr | Città Giardino - Cassano Magnago |         | 1º dicembre |
| 5 ottobre | 31 - 16    | Dossobuono - San Giorgio         |         | 30 novembre |
| 5 ottobre | 27 - 25    | Leno - Crenna                    |         | 30 novembre |

| Andata     | Andata  | 2ª/9ª giornata                | Ritorno | Ritorno    |
|            |         |                               |         |            |
| 12 ottobre | 36 - 33 | San Giorgio - Città Giaardino |         | 7 dicembre |
| 12 ottobre | 12 - 23 | Crenna - Dossobuono           |         | 7 dicembre |
| 13 ottobre | 29 - 33 | Ferrarin - Leno               |         | 7 dicembre |
| 13 ottobre | 37 - 34 | Cassano Magnago - Luserna     |         | 7 dicembre |

| Andata     | Andata     | 3ª/10ª giornata             | Ritorno | Ritorno     |
|            |            |                             |         |             |
| 19 ottobre | 25 - 22    | Dossobuono - Città Giardino |         | 14 dicembre |
| 19 ottobre | 39 - 37dtr | Luserna - San Giorgio       |         | 14 dicembre |
| 19 ottobre | 38 - 25    | Leno - Cassano Magnago      |         | 15 dicembre |
| 19 ottobre | 28 - 31dtr | Crenna - Ferrarin           |         | 15 dicembre |

| Andata     | Andata  | 4ª/11ª giornata          | Ritorno | Ritorno     |
|            |         |                          |         |             |
| 26 ottobre | 31 - 34 | San Giorgio - Leno       |         | 1º febbraio |
| 26 ottobre | 30 - 27 | Città Giardino - Luserna |         | 1º febbraio |
| 27 ottobre | 31 - 30 | Ferrarin - Dossobuono    |         | 1º febbraio |
| 27 ottobre | 24 - 21 | Cassano Magnago - Crenna |         | 1º febbraio |

| Andata      | Andata     | 5ª/12ª giornata            | Ritorno | Ritorno    |
|             |            |                            |         |            |
| 9 novembre  | 29 - 36    | Luserna - Dossobuono       |         | 8 febbraio |
| 9 novembre  | 32 - 19    | Leno - Città Giardino      |         | 8 febbraio |
| 9 novembre  | 31 - 33    | Crenna - San Giorno        |         | 8 febbraio |
| 10 novembre | 32 - 33dtr | Ferrarin - Cassano Magnago |         | 9 febbraio |

| Andata      | Andata     | 6ª/13ª giornata              | Ritorno | Ritorno     |
|             |            |                              |         |             |
| 16 novembre | 32 - 39    | Luserna - Leno               |         | 15 febbraio |
| 16 novembre | 28 - 29dtr | Città Giardino - Crenna      |         | 15 febbraio |
| 16 novembre | 22 - 20    | Dossobuono - Cassano Magnago |         | 15 febbraio |
| 16 novembre | 29 - 28    | San Giorgio - Ferrarin       |         | 15 febbraio |

| \| Andata \| Andata \| 7ª/14ª giornata \| Ritorno \| Ritorno \| \| \| \| \| \| \| \| 23 novembre \| \| Crenna - Luserna \| \| 22 febbraio \| \| 23 novembre \| Leno - Dossobuono \| \| \| 22 febbraio \| \| 24 novembre \| \| Ferrarin - Città Giardino \| \| 22 febbraio \| \| 24 novembre \| Cassano Magnago - San Giorgio \| \| \| 22 febbraio \| |                               |                           |         |             |
| Andata | Andata                        | 7ª/14ª giornata           | Ritorno | Ritorno     |
| |                               |                           |         |             |
| 23 novembre |                               | Crenna - Luserna          |         | 22 febbraio |
| 23 novembre | Leno - Dossobuono             |                           |         | 22 febbraio |
| 24 novembre |                               | Ferrarin - Città Giardino |         | 22 febbraio |
| 24 novembre | Cassano Magnago - San Giorgio |                           |         | 22 febbraio |

#### Classifica
|  | Pos. | Squadra         | Pt | G | V | VR | PR | S | GF  | GS  | D   | Note                              |
|  | ---- | --------------- | -- | - | - | -- | -- | - | --- | --- | --- | --------------------------------- |
|  | 1.   | Leno            | 18 | 6 | 6 | 0  | 0  | 0 | 203 | 161 | +42 | Qualificato alla Poule Promozione |
|  | 2.   | Dossobuono      | 15 | 6 | 5 | 0  | 0  | 1 | 167 | 130 | +37 | Qualificato alla Poule Promozione |
|  | 3.   | Molteno         | 10 | 6 | 3 | 0  | 1  | 2 | 182 | 196 | -14 | Qualificato alla Poule Promozione |
|  | 4.   | Cassano Magnago | 9  | 6 | 2 | 1  | 1  | 2 | 164 | 174 | -10 | Qualificato alla Poule Promozione |
|  | 5.   | Ferrarin        | 9  | 6 | 2 | 1  | 1  | 2 | 179 | 178 | +1  | Relegato alla Poule Retrocessione |
|  | 6.   | Città Giardino  | 6  | 6 | 1 | 1  | 1  | 3 | 159 | 175 | -16 | Relegato alla Poule Retrocessione |
|  | 7.   | Crenna          | 3  | 6 | 0 | 1  | 1  | 4 | 146 | 166 | -20 | Relegato alla Poule Retrocessione |
|  | 8.   | 3S Luserna      | 2  | 6 | 0 | 1  | 0  | 5 | 187 | 207 | -20 | Relegato alla Poule Retrocessione |

## Girone B

### Squadre partecipanti
| Città                              | Club                            | Palasport                           | Sponsor     | Stagione 2012-2013                      |
| ---------------------------------- | ------------------------------- | ----------------------------------- | ----------- | --------------------------------------- |
| Appiano sulla Strada del Vino (BZ) | Amateur Sport Verein Eppan      | Palestra Raiffeisen                 |             | 2ª Serie A2 - Girone B                  |
| Bressanone (BZ)                    | SSV Brixen Handball (Squadra B) | Palasport di Bressanone             | Birra Forst | 2ª Serie B - Girone Trentino-Alto Adige |
| Lagundo (BZ)                       | Amateursportclub Algund         | Dreifach Turn Halle                 |             | 3ª Serie A2 - Girone B                  |
| Malo (VI)                          | Handball Malo                   | Palasport di Malo                   |             | 5ª Serie A2 - Girone B                  |
| Padova                             | Pallamano Cellini Padova        | Tensostruttura Parco delle Farfalle |             | 8ª Serie A2 - Girone B                  |
| Paese (TV)                         | Pallamano Paese                 | Palasport Padernello                |             | 4ª Serie A2 - Girone B                  |
| San Fior (TV)                      | Handball Gridiron               | Istituto Tecnico per il turismo     |             | 7ª Serie A2 - Girone B                  |
| Schio (VI)                         | Pallamano Schio                 | Palestra Lanzi                      |             | 6ª Serie A2 - Girone B                  |

### Prima Fase

#### Risultati
| Andata    | Andata  | 1ª/8ª giornata     | Ritorno | Ritorno     |
|           |         |                    |         |             |
| 5 ottobre | 14 - 25 | Gridiron - Appiano |         | 30 novembre |
| 5 ottobre | 22 - 21 | Schio - Malo       |         | 1º dicembre |
| 5 ottobre | 28 - 24 | Lagundo - Padova   |         | 30 novembre |
| 5 ottobre | 33 - 20 | Paese - Bressanone |         | 30 novembre |

| Andata     | Andata  | 2ª/9ª giornata       | Ritorno | Ritorno    |
|            |         |                      |         |            |
| 12 ottobre | 25 - 24 | Padova - Schio       |         | 7 dicembre |
| 12 ottobre | 26 - 18 | Appiano - Paese      |         | 7 dicembre |
| 12 ottobre | 32 - 22 | Malo - Gridiron      |         | 7 dicembre |
| 12 ottobre | 24 - 34 | Bressanone - Lagundo |         | 7 dicembre |

| Andata     | Andata  | 3ª/10ª giornata      | Ritorno | Ritorno     |
|            |         |                      |         |             |
| 19 ottobre | 36 - 25 | Lagundo - Schio      |         | 14 dicembre |
| 19 ottobre | 26 - 24 | Gridiron - Padova    |         | 14 dicembre |
| 19 ottobre | 26 - 27 | Paese - Malo         |         | 15 dicembre |
| 19 ottobre | 19 - 27 | Bressanone - Appiano |         | 14 dicembre |

| Andata     | Andata  | 4ª/11ª giornata   | Ritorno | Ritorno     |
|            |         |                   |         |             |
| 26 ottobre | 24 - 25 | Appiano - Lagundo |         | 1º febbraio |
| 26 ottobre | 25 - 24 | Padova - Paese    |         | 1º febbraio |
| 26 ottobre | 21 - 13 | Schio - Gridiron  |         | 1º febbraio |
| 27 ottobre | 39 - 26 | Malo - Bressanone |         | 1º febbraio |

| Andata     | Andata  | 5ª/12ª giornata     | Ritorno | Ritorno    |
|            |         |                     |         |            |
| 9 novembre | 30 - 26 | Appiano - Malo      |         | 9 febbraio |
| 9 novembre | 25 - 29 | Gridiron - Lagundo  |         | 8 febbraio |
| 9 novembre | 34 - 31 | Paese - Schio       |         | 8 febbraio |
| 9 novembre | 13 - 27 | Bressanone - Padova |         | 8 febbraio |

| Andata      | Andata  | 6ª/13ª giornata    | Ritorno | Ritorno     |
|             |         |                    |         |             |
| 16 novembre | 24 - 27 | Gridiron - Paese   |         | 15 febbraio |
| 16 novembre | 39 - 26 | Schio - Bressanone |         | 15 febbraio |
| 16 novembre | 21 - 19 | Lagundo - Malo     |         | 15 febbraio |
| 16 novembre | 21 - 25 | Padova - Appiano   |         | 15 febbraio |

| \| Andata \| Andata \| 7ª/14ª giornata \| Ritorno \| Ritorno \| \| \| \| \| \| \| \| 23 novembre \| \| Appiano - Schio \| \| 22 febbraio \| \| 23 novembre \| Paese - Lagundo \| \| \| 22 febbraio \| \| 23 novembre \| Bressanone - Gridiron \| \| \| 22 febbraio \| \| 24 novembre \| \| Malo - Padova \| \| 22 febbraio \| |                       |                 |         |             |
| Andata | Andata                | 7ª/14ª giornata | Ritorno | Ritorno     |
| |                       |                 |         |             |
| 23 novembre |                       | Appiano - Schio |         | 22 febbraio |
| 23 novembre | Paese - Lagundo       |                 |         | 22 febbraio |
| 23 novembre | Bressanone - Gridiron |                 |         | 22 febbraio |
| 24 novembre |                       | Malo - Padova   |         | 22 febbraio |

#### Classifica
|  | Pos. | Squadra        | Pt | G | V | VR | PR | S | GF  | GS  | D   | Note                              |
|  | ---- | -------------- | -- | - | - | -- | -- | - | --- | --- | --- | --------------------------------- |
|  | 1.   | Algund         | 18 | 6 | 6 | 0  | 0  | 0 | 173 | 141 | +32 | Qualificato alla Poule Promozione |
|  | 2.   | Eppan          | 15 | 6 | 5 | 0  | 0  | 1 | 157 | 123 | +34 | Qualificato alla Poule Promozione |
|  | 3.   | Malo           | 9  | 6 | 3 | 0  | 0  | 3 | 164 | 147 | +17 | Qualificato alla Poule Promozione |
|  | 4.   | Paese          | 9  | 6 | 3 | 0  | 0  | 3 | 162 | 153 | +9  | Qualificato alla Poule Promozione |
|  | 5.   | Schio          | 9  | 6 | 3 | 0  | 0  | 3 | 162 | 155 | +7  | Relegato alla Poule Retrocessione |
|  | 6.   | Cellini Padova | 9  | 6 | 3 | 0  | 0  | 3 | 146 | 140 | +6  | Relegato alla Poule Retrocessione |
|  | 7.   | San Fior       | 3  | 6 | 1 | 0  | 0  | 5 | 124 | 158 | -34 | Relegato alla Poule Retrocessione |
|  | 8.   | Brixen         | 0  | 6 | 0 | 0  | 0  | 6 | 128 | 199 | -71 | Relegato alla Poule Retrocessione |

## Girone C

### Squadre partecipanti
| Città                       | Club                      | Palasport                | Sponsor | Stagione 2012-2013          |
| --------------------------- | ------------------------- | ------------------------ | ------- | --------------------------- |
| Castenaso (BO)              | Pallamano 85 Castenaso    | Palasport di Castenaso   |         | 6ª Serie A2 - Girone C      |
| Faenza (RA)                 | Handball Faenza 1983      | PalaCattani              |         | 2ª Serie A2 - Girone C      |
| Grosseto                    | Pallamano Grosseto        | Palasport di Grosseto    |         | 8ª Serie A2 - Girone C      |
| Modena                      | Scuola Pallamano Modena   | PalaPanini               |         | 3ª Serie A2 - Girone C      |
| Nonantola (MO)              | Pallamano Rapid Nonantola | Palestra Alighieri       |         | 4ª Serie A2 - Girone C      |
| Rubiera (RE)                | Pallamano Secchia Rubiera | PalaBursi                |         | 7ª Serie A2 - Girone C      |
| Scarperia (FI)              | Pallamano Scarperia       | Palestra viale Matteotti |         | 1ª Serie B - Girone Toscana |
| Tavarnelle Val di Pesa (FI) | Pallamano Tavarnelle      | Palestra Biagi           |         | 5ª Serie A2 - Girone C      |

### Prima Fase

#### Risultati
| Andata    | Andata      | 1ª/8ª giornata             | Ritorno | Ritorno     |  |
|           |             |                            |         |             |  |
| 5 ottobre | 29 - 21     | Secchia Rubiera - Grosseto |         | 30 novembre |  |
| 5 ottobre | 26 - 25 dtr | Faenza - Nonantola         |         | 30 novembre |  |
| 5 ottobre | 35 - 21     | Modena - Scarperia         |         | 30 novembre |  |
| 6 ottobre | 24 - 23     | Tavarnelle - Castenaso     |         | 30 novembre |  |

| Andata     | Andata  | 2ª/9ª giornata              | Ritorno | Ritorno    |
|            |         |                             |         |            |
| 12 ottobre | 27 - 23 | Castenaso - Faenza          |         | 7 dicembre |
| 12 ottobre | 21 - 33 | Grosseto - Modena           |         | 7 dicembre |
| 12 ottobre | 28 - 33 | Scarperia - Tavarnelle      |         | 8 dicembre |
| 12 ottobre | 31 - 25 | Nonantola - Secchia Rubiera |         | 7 dicembre |

| Andata     | Andata      | 3ª/10ª giornata             | Ritorno | Ritorno     |
|            |             |                             |         |             |
| 19 ottobre | 21 - 32     | Secchia Rubiera - Castenaso |         | 14 dicembre |
| 19 ottobre | 26 - 24     | Modena - Nonantola          |         | 14 dicembre |
| 19 ottobre | 29 - 30 dtr | Scarperia - Grosseto        |         | 14 dicembre |
| 20 ottobre | 37 - 35 dtr | Tavarnelle - Faenza         |         | 14 dicembre |

| Andata     | Andata  | 4ª/11ª giornata          | Ritorno | Ritorno     |
|            |         |                          |         |             |
| 26 ottobre | 34 - 32 | Nonantola - Scarperia    |         | 1º febbraio |
| 26 ottobre | 28 - 39 | Grosseto - Tavarnelle    |         | 2 febbraio  |
| 26 ottobre | 23 - 25 | Castenaso - Modena       |         | 1º febbraio |
| 26 ottobre | 33 - 30 | Faenza - Secchia Rubiera |         | 1º febbraio |

| Andata     | Andata      | 5ª/12ª giornata              | Ritorno | Ritorno    |
|            |             |                              |         |            |
| 9 novembre | 23 - 30     | Grosseto - Nonantola         |         | 8 febbraio |
| 9 novembre | 23 - 24     | Secchia Rubiera - Tavarnelle |         | 9 febbraio |
| 9 novembre | 35 - 18     | Modena - Faenza              |         | 8 febbraio |
| 9 novembre | 34 - 35 dtr | Scarperia - Castenasoa       |         | 8 febbraio |

| Andata      | Andata      | 6ª/13ª giornata          | Ritorno | Ritorno     |
|             |             |                          |         |             |
| 16 novembre | 22 - 21     | Secchia Rubiera - Modena |         | 15 febbraio |
| 16 novembre | 40 - 35     | Faenza - Scarperia       |         | 15 febbraio |
| 16 novembre | 37 - 24     | Castenaso - Grosseto     |         | 15 febbraio |
| 17 novembre | 35 - 36 dtr | Tavarnelle - Nonantola   |         | 15 febbraio |

| \| Andata \| Andata \| 7ª/14ª giornata \| Ritorno \| Ritorno \| \| \| \| \| \| \| \| 23 novembre \| \| Grosseto - Faenza \| \| 22 febbraio \| \| 23 novembre \| Scarperia - Secchia Rubiera \| \| \| 22 febbraio \| \| 23 novembre \| Nonantola - Castenaso \| \| \| 22 febbraio \| \| 23 novembre \| Modena - Tavarnelle \| \| \| 22 febbraio \| |                             |                   |         |             |
| Andata | Andata                      | 7ª/14ª giornata   | Ritorno | Ritorno     |
| |                             |                   |         |             |
| 23 novembre |                             | Grosseto - Faenza |         | 22 febbraio |
| 23 novembre | Scarperia - Secchia Rubiera |                   |         | 22 febbraio |
| 23 novembre | Nonantola - Castenaso       |                   |         | 22 febbraio |
| 23 novembre | Modena - Tavarnelle         |                   |         | 22 febbraio |

#### Classifica
| Pos. | Squadra         | Pt | G  | V  | VR | PR | S | GF  | GS  | D    | Note                              |
| ---- | --------------- | -- | -- | -- | -- | -- | - | --- | --- | ---- | --------------------------------- |
| 1.   | Castenaso       | 34 | 14 | 10 | 2  | 2  | 0 | 420 | 348 | +72  | Qualificato alla Poule Promozione |
| 2.   | Rapid Nonantola | 31 | 14 | 9  | 1  | 2  | 2 | 452 | 396 | +56  | Qualificato alla Poule Promozione |
| 3.   | Modena          | 27 | 14 | 9  | 0  | 5  | 0 | 388 | 335 | +26  | Qualificato alla Poule Promozione |
| 4.   | Tavarnelle      | 27 | 14 | 8  | 1  | 4  | 1 | 436 | 407 | +29  | Qualificato alla Poule Promozione |
| 5.   | Faenza 1983     | 21 | 14 | 6  | 1  | 6  | 1 | 404 | 408 | -4   | Relegato alla Poule Retrocessione |
| 6.   | Secchia Rubiera | 15 | 14 | 5  | 0  | 9  | 0 | 363 | 394 | -31  | Relegato alla Poule Retrocessione |
| 7.   | Scarperia       | 11 | 14 | 3  | 0  | 9  | 2 | 400 | 442 | -42  | Relegato alla Poule Retrocessione |
| 8.   | Grosseto        | 2  | 14 | 0  | 1  | 13 | 0 | 341 | 474 | -133 | Relegato alla Poule Retrocessione |

### Playoff

#### Classifica
| Pos. | Squadra         | Pt | G | V | VR | PR | S | GF  | GS  | D   | Note                          |
| ---- | --------------- | -- | - | - | -- | -- | - | --- | --- | --- | ----------------------------- |
| 1.   | Castenaso       | 17 | 6 | 3 | 2  | 1  | 0 | 177 | 169 | +8  | Promosso in Serie A 2014-2015 |
| 2.   | Modena          | 14 | 6 | 4 | 0  | 2  | 0 | 174 | 162 | +8  |                               |
| 3.   | Rapid Nonantola | 13 | 6 | 3 | 0  | 2  | 1 | 191 | 174 | +17 |                               |
| 4.   | Tavarnelle      | 2  | 6 | 0 | 0  | 5  | 1 | 161 | 198 | +29 |                               |

## Girone D

### Squadre partecipanti
| Città               | Club                     | Palasport                   | Sponsor       | Stagione 2012-2013                  |
| ------------------- | ------------------------ | --------------------------- | ------------- | ----------------------------------- |
| Altamura (BA)       | Pallamano Altamura       | PalaBaldassarra             |               | 3ª Serie A2 - Girone D              |
| Capua (CE)          | Capua Pallamano          | Palasport di Capua          |               | 2ª Serie A2 - Girone D              |
| Chiaravalle (AN)    | Pallamano Chiaravalle    | Palasport di Chiaravalle    |               | 5ª Serie A2 - Girone D              |
| Cingoli (MC)        | Polisportiva Cingoli     | Palasport di Cingoli        |               | 10ª Serie A-1 D.N. - Girone B       |
| Noci (BA)           | Noci Handball Team       | Pala Intini                 | Nova Yardinia | 1ª Serie B - Girone Campania-Puglia |
| Orta di Atella (CE) | U.S.C. Atellana Handball | Palasport Lettieri          |               | 6ª Serie A2 - Girone D              |
| Pescara             | Handball Club Pescara    | Palasport Giovanni Paolo II |               | 1ª Serie B - Girone Lazio-Abruzzo   |
| Roma                | Pallamano Virtus Roma    | Pala Ramise                 |               | 4ª Serie A2 - Girone D              |

### Prima Fase

#### Risultati
| Andata    | Andata  | 1ª/8ª giornata         | Ritorno | Ritorno     |
|           |         |                        |         |             |
| 5 ottobre | 31 - 30 | Virtus Roma - Atellana | 29-30   | 30 novembre |
| 5 ottobre | 31 - 12 | Noci - Capua           | 30-18   |             |
| 5 ottobre | 29 - 25 | Chiaravalle - Altamura | 18-20   |             |
| 6 ottobre | 19 - 30 | Pescara - Cingoli      | 21-29   |             |

| Andata     | Andata  | 2ª/9ª giornata         | Ritorno | Ritorno      |  |
|            |         |                        |         |              |  |
| 12 ottobre | 18 - 22 | Cingoli - Noci         | 19-25   | 7 dicembre   |  |
| 12 ottobre | 31 - 21 | Atellana - Chiaravalle | 27-30   | \|8 dicembre |  |
| 12 ottobre | 31 - 19 | Altamura - Pescara     | 24-21   | 7 dicembre   |  |
| 12 ottobre | 38 - 29 | Capua - Virtus Roma    | 20-28   |              |  |

| Andata     | Andata  | 3ª/10ª giornata       | Ritorno | Ritorno     |
|            |         |                       |         |             |
| 19 ottobre | 19 - 26 | Pescara - Noci        | 12-30   | 14 dicembre |
| 19 ottobre | 25 - 22 | Virtus Roma - Cingoli | 29-34   |             |
| 19 ottobre | 26 - 25 | Altamura - Atellana   | 28-25   |             |
| 20 ottobre | 25 - 23 | Chiaravalle - Capua   | 23-34   |             |

| Andata     | Andata  | 4ª/11ª giornata       | Ritorno | Ritorno     |
|            |         |                       |         |             |
| 26 ottobre | 31 - 25 | Capua - Altamura      | 27-24   | 1º febbraio |
| 26 ottobre | 32 - 22 | Atellana - Pescara    | 27-17   |             |
| 26 ottobre | 25 - 22 | Cingoli - Chiaravalle | 26-16   | 2 febbraio  |
| 26 ottobre | 26 - 21 | Noci - Virtus Roma    | 27-23   | 1º febbraio |

| Andata      | Andata  | 5ª/12ª giornata       | Ritorno | Ritorno    |
|             |         |                       |         |            |
| 9 novembre  | 33 - 36 | Atellana - Capua      | 21-19   | 8 febbraio |
| 9 novembre  | 34 - 17 | Virtus Roma - Pescara | 27-15   |            |
| 9 novembre  | 26 - 27 | Altamura - Cingoli    | 19-30   |            |
| 10 novembre | 23 - 28 | Chiaravalle - Noci    | 17-30   |            |

| Andata      | Andata  | 6ª/13ª giornata           | Ritorno | Ritorno     |
|             |         |                           |         |             |
| 16 novembre | 33 - 14 | Virtus Roma - Chiaravalle | 16-18   | 15 febbraio |
| 16 novembre | 34 - 18 | Noci - Altamura           | 19-18   |             |
| 16 novembre | 23 - 31 | Pescara - Capua           | 23-28   |             |
| 16 novembre | 36 - 28 | Cingoli - Atellana        | 31-24   |             |

| \| Andata \| Andata \| 7ª/14ª giornata \| Ritorno \| Ritorno \| \| \| \| \| \| \| \| 23 novembre \| 28-34 \| Atellana - Noci \| 17-32 \| 22 febbraio \| \| 23 novembre \| 16-24 \| Altamura - Virtus Roma \| 24-25 \| \| \| 23 novembre \| 24-23 \| Capua - Cingoli \| 21-44 \| \| \| 24 novembre \| 34-29 \| Chiaravalle - Pescara \| 19-20 \| \| |        |                        |         |             |
| Andata | Andata | 7ª/14ª giornata        | Ritorno | Ritorno     |
| |        |                        |         |             |
| 23 novembre | 28-34  | Atellana - Noci        | 17-32   | 22 febbraio |
| 23 novembre | 16-24  | Altamura - Virtus Roma | 24-25   |             |
| 23 novembre | 24-23  | Capua - Cingoli        | 21-44   |             |
| 24 novembre | 34-29  | Chiaravalle - Pescara  | 19-20   |             |

#### Classifica
|  | Pos. | Squadra     | Pt | G  | V  | VR | PR | S  | GF  | GS  | D    | Note                              |
|  | ---- | ----------- | -- | -- | -- | -- | -- | -- | --- | --- | ---- | --------------------------------- |
|  | 1.   | Noci HT     | 41 | 14 | 13 | 1  | 0  | 0  | 394 | 263 | +131 | Qualificato alla Poule Promozione |
|  | 3.   | Virtus Roma | 27 | 14 | 9  | 0  | 0  | 5  | 375 | 330 | +45  | Qualificato alla Poule Promozione |
|  | 2.   | Cingoli     | 30 | 14 | 10 | 0  | 0  | 4  | 394 | 321 | +73  | Qualificato alla Poule Promozione |
|  | 4.   | Capua       | 24 | 14 | 8  | 0  | 0  | 6  | 362 | 382 | -20  | Qualificato alla Poule Promozione |
|  | 7.   | Atellana    | 11 | 14 | 4  | 0  | 0  | 10 | 381 | 393 | -12  | Relegato alla Poule Retrocessione |
|  | 5.   | Altamura    | 16 | 14 | 5  | 0  | 1  | 8  | 324 | 354 | -30  | Relegato alla Poule Retrocessione |
|  | 6.   | Chiaravalle | 15 | 14 | 5  | 0  | 0  | 9  | 309 | 367 | -58  | Relegato alla Poule Retrocessione |
|  | 8.   | Pescara     | 3  | 14 | 1  | 0  | 0  | 13 | 277 | 406 | -129 | Relegato alla Poule Retrocessione |

## Girone E

### Squadre partecipanti
| Città               | Club                      | Palasport               | Sponsor      | Stagione 2012-2013     |
| ------------------- | ------------------------- | ----------------------- | ------------ | ---------------------- |
| Alcamo (TP)         | Pallamano Alcamo          | Pala D'Angelo           | Cassara Vini | 4ª Serie A2 - Girone E |
| Agrigento           | Pallamano Girgenti        | Pala Salemi             | Sicily Fodd  | 8ª Serie A2 - Girone E |
| Bagheria (PA)       | Valens Pallamano Bagheria | Pala Dalla Chiesa       |              |                        |
| Capo d'Orlando (ME) | Esperia Handball          | Pala Valenti            | Irritec      | 6ª Serie A2 - Girone E |
| Enna                | Pallamano Haenna          | Palasport di Enna Bassa |              | 2ª Serie A2 - Girone E |
| Marsala (TP)        | Pallamano Il Giovinetto   | Pala Bellina            |              | 7ª Serie A2 - Girone A |
| Palermo             | Handball Kelona           | Pala Oreto              |              | 3ª Serie A2 - Girone E |
| Scicli (RG)         | Scicli Sport Club         | Struttura geodetica     |              |                        |

### Prima Fase

#### Risultati
| Andata    | Andata  | 1ª/8ª giornata         | Ritorno | Ritorno     |
|           |         |                        |         |             |
| 5 ottobre | 25 - 33 | Girgenti - Enna        |         | 30 novembre |
| 5 ottobre | 29 - 33 | Esperia - Alcamo       |         | 30 novembre |
| 6 ottobre | 30 - 28 | Valens - Il Giovinetto |         | 30 novembre |
| 6 ottobre | 26 - 29 | Scicli - Kelona        |         | 30 novembre |

| Andata     | Andata  | 2ª/9ª giornata           | Ritorno | Ritorno    |  |
|            |         |                          |         |            |  |
| 12 ottobre | 30 - 34 | Kelona - Valens          |         | 8 dicembre |  |
| 12 ottobre | 31 - 25 | Enna - Esperia           |         | 7 dicembre |  |
| 12 ottobre | 27 - 19 | Alcamo - Scicli          | 22 - 24 | 8 dicembre |  |
| 12 ottobre | 33 - 35 | Il Giovinetto - Girgenti |         | 7 dicembre |  |

| Andata     | Andata  | 3ª/10ª giornata         | Ritorno | Ritorno     |
|            |         |                         |         |             |
| 19 ottobre | 35 - 32 | Girgenti - Kelona       |         | 14 dicembre |
| 19 ottobre | 23 - 22 | Alcamo - Enna           |         | 14 dicembre |
| 20 ottobre | 31 - 23 | Scicli - Valens         |         | 15 dicembre |
| 20 ottobre | 39 - 34 | Esperia - Il Giovinetto |         | 14 dicembre |

| Andata     | Andata  | 4ª/11ª giornata        | Ritorno | Ritorno     |
|            |         |                        |         |             |
| 26 ottobre | 30 - 19 | Enna - Scicli          |         | 2 febbraio  |
| 26 ottobre | 40 - 38 | Kelona - Esperia       |         | 1º febbraio |
| 27 ottobre | 28 - 32 | Il Giovinetto - Alcamo |         | 1º febbraio |
| 27 ottobre | 28 - 38 | Valens - Girgenti      |         | 1º febbraio |

| Andata     | Andata      | 5ª/12ª giornata      | Ritorno | Ritorno    |
|            |             |                      |         |            |
| 9 novembre | 37 - 30     | Enna - Il Giovinetto |         | 8 febbraio |
| 9 novembre | 34 - 30     | Gigenti - Scicli     |         | 9 febbraio |
| 9 novembre | 29 - 28     | Esperia - Valens     |         | 8 febbraio |
| 9 novembre | 41 - 40 dtr | Alcamo - Kelona      |         | 8 febbraio |

| Andata      | Andata  | 6ª/13ª giornata        | Ritorno | Ritorno     |
|             |         |                        |         |             |
| 16 novembre | 27 - 25 | Girgenti - Esperia     |         | 15 febbraio |
| 16 novembre | 31 - 29 | Kelona - Enna          |         | 15 febbraio |
| 17 novembre | 32 - 30 | Valens - Alcamo        |         | 15 febbraio |
| 17 novembre | 42 - 36 | Scicli - Il Giovinetto |         | 15 febbraio |

| \| Andata \| Andata \| 7ª/14ª giornata \| Ritorno \| Ritorno \| \| \| \| \| \| \| \| 23 novembre \| \| Enna - Valens \| \| 22 febbraio \| \| 23 novembre \| Alcamo - Girgenti \| \| \| 22 febbraio \| \| 23 novembre \| Il Giovinetto - Kelona \| \| \| 22 febbraio \| \| 23 novembre \| Esperia - Scicli \| \| \| 22 febbraio \| |                        |                 |         |             |
| Andata | Andata                 | 7ª/14ª giornata | Ritorno | Ritorno     |
| |                        |                 |         |             |
| 23 novembre |                        | Enna - Valens   |         | 22 febbraio |
| 23 novembre | Alcamo - Girgenti      |                 |         | 22 febbraio |
| 23 novembre | Il Giovinetto - Kelona |                 |         | 22 febbraio |
| 23 novembre | Esperia - Scicli       |                 |         | 22 febbraio |

#### Classifica
|  | Pos. | Squadra               | Pt | G | V | VR | PR | S | GF  | GS  | D   | Note                              |
|  | ---- | --------------------- | -- | - | - | -- | -- | - | --- | --- | --- | --------------------------------- |
|  | 1.   | Girgenti              | 15 | 6 | 5 | 0  | 0  | 1 | 194 | 181 | +13 | Qualificato alla Poule Promozione |
|  | 2.   | Alcamo                | 14 | 6 | 4 | 1  | 0  | 1 | 186 | 170 | +16 | Qualificato alla Poule Promozione |
|  | 3.   | Haenna                | 12 | 6 | 4 | 0  | 0  | 2 | 182 | 153 | +29 | Qualificato alla Poule Promozione |
|  | 4.   | Kelona                | 10 | 6 | 3 | 0  | 1  | 2 | 202 | 203 | -1  | Qualificato alla Poule Promozione |
|  | 5.   | Valens                | 9  | 6 | 3 | 0  | 0  | 3 | 175 | 186 | -11 | Qualificato alla Poule Promozione |
|  | 6.   | Esperia               | 6  | 6 | 2 | 0  | 0  | 4 | 185 | 193 | -8  | Relegato alla Poule Retrocessione |
|  | 7.   | Scicli                | 6  | 6 | 2 | 0  | 0  | 4 | 167 | 179 | -12 | Relegato alla Poule Retrocessione |
|  | 8.   | Il Giovinetto Marsala | 0  | 6 | 0 | 0  | 0  | 6 | 189 | 215 | -26 | Relegato alla Poule Retrocessione |